# Silene holzmannii
Silene holzmannii är en nejlikväxtart som beskrevs av Pierre Edmond Boissier. Silene holzmannii ingår i släktet glimmar, och familjen nejlikväxter. Inga underarter finns listade i Catalogue of Life.